# Michael Heule
Michael Heule (* 27. April 2001 in Altstätten) ist ein Schweizer Fussballspieler.

## Karriere
Seine Juniorenkarriere begann Heule beim FC Widnau, spielte anschliessend in Nachwuchsmannschaften der Future Champs Ostschweiz unter der Ägide unter anderem des FC St. Gallen und FC Wils. 2019 wurde er im Kader der zweiten Mannschaft des FC St. Gallens aufgenommen. 2021 absolvierte er einen Kurzeinsatz von 33 Minuten für die erste Mannschaft des FCSG. 2021 bekam er seinen ersten Profivertrag beim FC Wil. Er unterschrieb für drei Jahre. Für die Schwarz-Weissen feierte er im Juli 2021 sein Debüt gegen den FC Winterthur, als er für 23 Minuten spielen durfte. Im Sommer 2023 wechselte er zum FC Stade Lausanne-Ouchy, der soeben in die höchste Liga aufgestiegen war. Bereits nach vier Spielen für den neuen Verein brach er sich die Hand und verpasste unter anderem das Aufeinandertreffen von Lausanne-Ouchy und seinem ehemaligen Club Wil in der zweiten Runde des Schweizer Cups. Mit dem Verein stieg er Ende Saison 2023/24 aus der höchsten Schweizer Liga ab. Zur Saison 2025/26 wechselte er, nach einer starken Saison, wo er von der Spielergewerkschaft SAFP in das Team des Jahres der Challenge League gewählt wurde, zum FC Thun, der soeben in die Super League aufgestiegen war.